# Dimitris Michalopoulos
Dimitris Michalopoulos (grec: Δημήτρης Γ. Μιχαλόπουλος)  (Atenes, 1 de maig de 1952) és un historiador grec. Els seus camps de recerca comprenen la Primera Guerra Mundial, els moviments feixistes, la navegació antiga i la història dels Balcans. Actualment, està adscrit a l'Institut d'Història Marítima Hel·lènica i ensenya Història de la Grècia Moderna a la Universitat del Poble (Atenes). En el seu últim treball, presenta la teoria que l'Odissea d'Homer va tenir lloc a l'Oceà Atlàntic i que l'illa d'Eolo, déu dels vents, era una de les illes Balears.
Nascut a Atenes el 1952, va estudiar a l'Escola Italiana d'Atenes, es va graduar en història i arqueologia a la Facultat de Filosofia de la Universitat d'Atenes (1974) i gràcies a una beca del govern francès, va estudiar també a París on va obtenir el doctorat en història a l'École des Hautes Études en ciències socials. Després d'haver estat l'arxivista de la presidència de Grècia, va ensenyar, primer com a lector i després com a professor adjunt, "la Història dels Balcans" a la universitat de Tessalònica, va ser el director del Museu de la Ciutat d'Atenes i professor d'història naval a l'Escola de Guerra de l'Armada Grega. El maig de 2017 va ser professor convidat a la Universitat de Bucarest. Avui és l'historiador de l'esmentat Institut d'Història Marítima Hel·lènica.
L'any 1984 va ser beneficiari de la Beca Fulbright. L'any 1990 va ser director de la secció d'Estudis Grecs de la Universitat de Valladolid, adscrita al Centre Cultural Europeu de Delfos. Durant els anys 1996-1999, en el marc del programa PROGRESS de la Unió Europea, va col·laborar amb el Museu de la Ciutat de Girona.

## L'Odissea
Michalopoulos dona suport a la tesi que l'Odissea d'Homer va tenir lloc a l'Oceà Atlàntic. La seva tesi va ser finalment, després de debats molt llargs, acceptada per l'Institut d'Història Marítima Hel·lènica, que és un organisme governamental, és a dir l'Institut de recerca de la Guàrdia Costera Grega. El seu llibre, L’Odyssée d’Homère au-delà des mythes, publicat també en anglès i grec, s'ofereix gratuïtament per l'esmentat Institut, la seu del qual es troba al Pireu.
És notable que el primer anunci oficial d'aquesta nova tesi va tenir lloc a la Universitat Dokuz Eylul d'Izmir, al programa de la càtedra "Jean Monnet" (3 de juny de 2016).

## Obres publicades
- The Homeric Question Revisited: An Essay on the History of the Ancient Greeks, Academica Press, 2022. ISBN 9781680537000
- L’Odyssée d’Homère  au-delà des mythes, El Pireu: Institut d’Histoire Maritime Hellène, 2016, ISBN 978-618-80599-2-4.
- Homer’s Odyssey beyond the Myths, El Pireu: Institute of Hellenic Maritime History, 2016, ISBN 978-618-80599-3-1.
- “Peripeteia in the Atlantic: Ulysses' Voyages between Europe and America”, Revista da História da Universidade Estadual de Goiás, volumen 6, número 2 (agost-desembre de 2017), pàgines 1-20.
- Ulisse nell’Oceano Atlantico. La questione omerica riesaminata, Edizioni Accademiche Italiane, 2018, ISBN 978-620-2-08420-8.

També:
- Els Grecs antics, Amèrica i Cristòfor Colom (en grec), Atenes: Lonchī, 2015,  ISBN 978-960-6804-33-5.
- Les Argonautes,París: Dualpha, 2013, ISBN 978-235-3-74251-6.
- La Venjança Catalana,http://amnesiahistoricainduida2.blogspot.com/2020/11/la-venjanca-catalana.html